# 北京电影学院校友列表
下表列出曾在北京电影学院就读的人。

## 導演系
- 56级主任教员張國政(代理)，本科学生22名:張燁
- 58级主任教员张客，班主任师涛，本科学生21名:
- 59级主任教员田风，班主任汪岁寒，本科学生22名:黄蜀芹、郭宝昌、司徒兆敦、段吉顺
- 60级主任教员吴国英，班主任师涛，本科学生22名:谢飞、张郁强、胡葳葳、李家模、李灵明、罗小玲、付敬恭、唐英超、詹相持、肖桂云、秦绂生、吕绍廉、崔东升、乌兰、蔡元元、曹征、贺米生、刘蕙仪
- 61级主任教员周伟，班主任苟文伦，本科学生17名:郑洞天、丁荫楠、彭宁、史践凡、马秉煜、马绍惠、于世彬、卢刚、广春兰、柳青、胡丽君、蔡晓晴、金继武
- 64级主任教员汪岁寒，本科生13名:
- 1965年9月招收科教导演进修班(二年制)，学生29人。
- 73级导演进修班，其中学习电影导演的8名，二年制。
- 76级编导进修班，学员15人，其中导演专业4人。吳天明、陆小雅
- 78级主任教员汪岁寒，班主任司徒兆敦，28名本科生:陳凱歌、田壯壯、李少红、吴子牛、胡玫、张军钊、应旗、潘渊亮、潘桦、张建亚、金涛、周炜、夏刚、耿小震、林大庆、白宏、江海洋、李小军、谢晓晶、韩小磊
- 83级进修班 鲁晓威、黄建新、韓三平
- 85级本科班:王小帥、娄烨、胡雪杨、路学长
- 87级本科班:管虎、沈严、王红卫
- 94级本科生:乌尔善；
- 95级本科生:程耳；研究生:陸川
- 00级高职班:王才涛
- 01级本科班:刘云腾
- 04级本科班:王沛；研究生:路阳
- 05级本科班:申奥、吕行；研究生:刘晓世；博士研究生 林天强、乔梁
- 06级本科班:王子昭；研究生:张维重；MFA研究生 赵薇、徐静蕾、万玛才旦；博士生:邱立伟
- 08级本科班:沙漠
- 10级本科班:胡波；研究生:文牧野
- 11级研究生:韩家女
- 12级研究生:王千源
- 13级博士生:刘伽茵
- 15级研究生:孔大山
- 16级本科生:久美成列；[1]

## 攝影系(电影摄影专业)
- 78级:张艺谋、顾长卫、吕乐、侯咏、张会军、赵非
- 83级进修班:赵晓时
- 85级:張元、赵小丁
- 03级研究生:董越
- 08级进修班:忻钰坤
- 10级博士生:程马志远
- 11级:高远

## 攝影学院(图片摄影专业)
- 99级 寧浩
- 09级 胡彦良

## 美术系
- 59级 李前宽
- 78级 霍建起、冯小宁、何群
- 01级本科:肖央
- 03级本科:张大鹏
- 11级 杨帆

## 文学系
- 83级进修班:路海波
- 85级本科班:曹保平
- 89级本科班:薛晓路
- 92级进修班:赵冬苓
- 93级本科班:賈樟柯
- 95级本科班:程青松；研究生:梅峰
- 99级本科班:刘伽茵
- 02级专升本:万玛才旦
- 10级本科班:邵艺辉

## 表演学院
| 年级   | 表演专业本科 | 其他 |
| 1957级 | 王志刚 | |
| 1960级 | 黄锦裳 | |
| 1978级 | 張豐毅、张铁林、陈国星、汪粤、贾东朔、张潮、谢园、赵雍、郭靖、张志强、袁牧女、方舒、刘佳、沈丹萍、刘冬 | |
| 1981级 | 赵国华、萨仁高娃、哈斯巴根、刘魁、长虹、阿尔斯朗·阿布都克里木、木拉提 | |
| 1982级 | 臧金生、王惠、李芸、严晓频、林芳兵 | |
| 1984级 | 王志文、孙松、陈大明、胡亚捷、陆剑民 | |
| 1985级 | 干部专修科:唐國強、寇振海、宋春丽、何伟、宋晓英、刘继忠、张国民、王薇、赵静 | |
| 1987级 | 孔琳、张嘉译、王全安、張子健、錢雁秋、刘奕君 | |
| 1988级 | 蔣雯麗、許晴、邵峰 | |
| 1989级 | 邵兵、俞飛鴻、柳云龙 | |
| 1990级 | 黃磊、姜武、李琳、王劲松、刘芳 | 大专:李进荣 |
| 1992级 | 袁立、刘威葳、李易祥 | |
| 1993级 | 徐靜蕾、刘孜、高峰 | 留学生:贾静雯 |
| 1994级 | 蔣勤勤、陳紫函(陈莎莎)、赵鸿飞、富大龙、金巧巧、林静 | 进修班:李宜娟 |
| 1995级 | 余男(余兰)、左小青、孙莉、邢佳栋 | |
| 1996级 | 趙薇、陳坤、黃曉明、郭曉冬、何琳、颜丹晨、许还幻、祖峰、刘牧、李佳、张恒、张龄心、郑佳欣、孔维、郭昊伦、国庆、高敬瑜、许云帆、矛毛、史光辉、赵雅莉、吴祯、炀姿白云 | |
| 1997级 | 李解、黄海波、温峥嵘、乐珈彤、海清、张琰琰 | |
| 1998级 | 苗圃 | |
| 1999级 | 姚晨、叶静、凌潇肃、于波、白庆琳、崔波、杜淳、黄小蕾、刘佳、杨志刚 | 高职:韩晓、韩雨芹、杨蕊 |
| 2000级 | 崔鹏、赵志刚、董璇、关悦、前田知惠(日本) | 高职:张颂文、林家川、车晓、周一围 |
| 2001级 | 黃聖依、王珞丹、贾乃亮、曹炳琨、爱新觉罗·启星、戚迹、周一围、姚星彤、韩晓、高峰、季晨、赵柯、郑罗茜 | 高职:马苏、姚笛、王晶、练束梅 |
| 2002级 | 江一燕、杨佳音、刘竞、罗晋、周扬、王嘉、邓紫飞、孙梅竞、朱亚文、曹征、李超、马文龙、吴健、李丹妮、王黎雯(王黎霞)、刘亦菲(美国)、芦芳生(日本) | 高职甲班:萬美汐、陈燃 高职乙班:熊乃瑾、艾伦、张天其 高职配音班:黄渤、边江 |
| 2003级 | 程瑾、陈哈妮、楚轶男、戴琦、侯京健、蒋婧、黄雨雨、沙枫、李杨、李依玲(李玉伶)、李悦铭、刘广楠、杨磊、刘巍巍、屈玥、沈泰、唐于鸿、王奕楠、黄璐、薛薇、钟月阳、杨雪、王锐、叶琪山、伊晓洁、张金、俞潇春、张阳、张宇鹏、朱侠、蔡家骏、周牧茵、徐梵溪(徐翠翠)、李东学(李源) | 高职:姜妍、魏翔、张嘉倪、叶一茜、莎莎、穆婷婷 |
| 2004级 | 程琤、耿梦谣、何亚男、胡蝶、黄小戈、李净洋、刘立、刘文昊、刘娴、刘洋、马庆伟、马容莉、秦伯坤、石天硕、苏倩薇(苏茜薇)、何珺、王帅、温雯、萧浩冉(淮文)、许猛、叶项明、张宏娜(张译木)、张稷轩、张钧涵、张玉洁、赵仕瑾、赵婷婷、郑凯、朱子岩(朱泠谛)、胡琨 | 高职:徐熙颜、路晨、热依扎、黄明(黄宥明)、刘恩佑（刘海春）、刘越、刘正直、卢晶、王一、肖茵、徐圣、张乃鸥、赵廷峪、赵莹莹 留学生班：李成德、阮兰芳、雪婔、焦阳、董婧、金钟勋、韩轶 继教:包贝尔 进修班:何晟铭 |
| 2005级 | 杨幂、高小迪(高歆迪)、宋雨、张璇、张小斐、张华鑫(张然)、崔婕、焦俊艳、周敏、端木崇慧、袁姗姗、唐增旭(唐菀)、张戈、包罗君、李熙、常晟、韩张、宋雷涛(宋星翰)、季肖冰、吕蒙、王仁君、白恩、曹满栋(曹子辰)、朱晓华、田源、经超、孔令西、戚九洲、陆思宇、张子君、王梦(王誉璇) | 高职:张嘉倪 继教:包文婧 |
| 2006级 | 朱一龙、翟天临、郭啸(徐子瑄)、王艺儒、唐甜、王亦凡、王笛、彭冠英、芮伟航、于仔、张傲然、陈伟栋、马晓灿、蒲冰墨、康馥麟、杨琦(杨淇)、张一鸾、高叶、吴佳佳、丁文博、周筱真、李北岳(加拿大)、杨洋(英国) | 高职:叶青(叶芝泛)、张檬、李若嘉 研究生:祖峰 |
| 2007級 | 郑爽、柴碧云、卢杉、徐小飒(徐飒/徐行)、景甜、阚清子、王今铎、钱柳吟、龙雨、张倩如、郝好(郝好庆子)、沈浩、孟醒、刘述、宋珂旭、孙强、刘鹏、郭凯、高文峰、高骏、古典、刘頔、刘立鹏、刘玫麟、潘钇安、沈陶然、唐子兰、王奕霖、于子芡、赵梦露 | 高职:贡米、林源、张若昀、谭松韵、赵圆圆、冯丹滢 继教:马天宇 动画学院:黄一琳 |
| 2008级 | 潘之琳、乔紫荷(乔乔)、种丹妮、蔡文静、陈一鸣、程雨轩、啜妮、段昊辰、洪悦、姜润楠、李亭哲、施婷婷、孙健淇、王子睿(王维)、伍麟凯(伍冠峯)、夏子涵(夏星)、肖丰震、张少昂、张少轩、张洋、钟勤沁、窦骁(加拿大)、胡家华(荷兰) | 高职:黄小瑜、李昊宇、王若涵(王欢) 研究生:刘娴 |
| 2009级 | 1班:邓硕橙、董晴、段小环、甘杨、蒋佳洹、李九霄、李梦、李洋(李卓阳)、李媛、马晓倩、孟子叶、唐碧薇、佟鑫、王一帆、肖霖、谢昀杉、杨正浓、姚夏、于新博、曾一萱、张驰、张凯旋、张梦恬、赵悦童、赵子涵、韩志硕(韩裔) 2班:谌舟浪、崔绍涵、韩承羽(韩霄宇)、黄梦莹、姜大龙、金盾、李纯、李正彦琦、刘冠男、刘明君、刘芮麟、刘真君、卢茜、钱儒骏(钱儒俊)、宋佳洋、王永健、吴谨言、谢瑾、谢雨霏、徐靓斓、于超然、张仁博、张小欢、赵云鹏、周文奕 3班:白卉子、常乐、初鹏旭、褚正亮、崔倓、纪剑桥、解月、赖艺(赖力伟)、刘莹娜、鲁佳妮、阮健、汪佳佳、王格格、王渺、王妤婷、王蕴凡、王子、魏佳瑞、杨小米(杨洋)、张超、张词、张云龙、赵志成、左海容、左刊、戴寰宇 | 研究生:陈大伟 |
| 2010级 | 1班:白雪、尤靖茹、关雪盈、李现、余玥、洪洋、杜雙宇、李依伊、范家其、汪昱含、房鹿、夏晴、張子躍、王宇晨、李伦、徐熙陽、曹博、黃浴華、姜濤、裘曉潔、張橋松、劉瀾弢、安宇、李永帥、胡瀟悅(胡雯月)、婁高瑞、梁鶴天、王奕瑾、許智、王祥、韓玖諾(李洳萱) 2班:张一山、杨紫、朱夢瑤、李天琪、張笑陽、吳建國、劉熙陽、曲涵、董璟辰(董麗娟)、魏健隆、刁成碩、何宣林(何苗)、滕飛、孫小雯、益才、吳克賓、劉書豪、吳曉東、李坤昱(李根)、乘瑤(牛成瑤)、王日千、張潤東、林若飛、江可楠、趙玉倩、牟桐、王靚雅、蔡榮、鮑薇、李超、葛錚、徐勵 3班(相聲喜劇班):鲍天琦、罗昱焜、聶歆顏、闫鑫茹、刘轩、魏嘉誠、王悅、羅緒龍、唐正宇、徐瑩、宋丹宁、吳濟如、周恬、陳嘉楠、柳澤文、朱俊達、陈二波(陳爾波)、賀鵬、徐鵬、李溪昶、王亞楠、王玉(王喻)、蔣詩萌(英国) | 研究生:翟天临、郭啸、马晓灿 进修班:刘萌萌、郭美美 继教:林思意 |
| 2011级 | 王燕阳(王名扬)、周冬雨、古力娜扎(古力娜扎尔·拜合提亚尔)、吴优、付美(付梅)、侯瑞祥、程梓、徐晓璐、袁百梓卉、唐培彦、傅义伦、王英剑(王英键)、高宇、曲艺、李易享、乔骏达、吴晓、张瀚、廖诗琅、刘禹辰、王蕊、常仕欣、何欣怡、陈薪璇、王诗淇、彭豆豆、吕晴、金泊含、牟雨晨、闫祺、田明鑫、唐羽翰、欧阳逸蕊、曾琦、刘延博、王子鸿、王嘉维、洪顺辉、裴立言(裴多歌)(加拿大)、杨采钰、辜承(加拿大)、李超、鲍天琦 | 研究生:孙强、黄恺杰、张芷溪 录音系:孙雪宁 |
| 2012级 | 1班:何瑞贤、梁敉郛、易彦锦、徐子力、孙备懿(孙楚鸿)、李泽人、李俊霆、纪宇电、祝向阳、苏泽鑫、孙铱(孙兰秀梅)、战天泽(战雨成)、冯一杰、王子腾、梁庭伟(梁霆炜)、陈然、胡津铭、张鹏、雷天、童雨宸、孙嘉璐、董杨洋、杨柳、毛琳珺、杨乔雅、靳逍紫若(靳芊芊)、尚语贤(尚成涔)、何美璇、许靖桐、叶美琪、李智雪、张可菲(澳大利亚)、李雅德(德国)、严禹豪(加拿大) 2班:刘芮侨(刘丛丛)、郑嘉浩、李昊、刘枫、陆广、黄楷烨、徐超、张易其、金鑫(金澔辰)、唐沸潮、罗砚心、金开诚(金玄念)、姜希研(姜来)、武林、蒋欣奇、黄天宇、张圆、张垚祎、王渊慧、吕尚泽(张般赫)、严米拉、董方、王艺诺、尚如梦、姜珮瑶、夏恩(夏梦怡/夏若甄)、袁舒华、胡馨、肖宁、周天宝(中国香港)、宋伊人(加拿大)、吕畅(塞舌尔)、万鑫 | 表演教育班:蒋龙、张艺萌、许佳凝、李钟天一、钟睿、张墨白、苏豪、韩春南、曲中直、张权、魏硕、李旻蔚、于天俏、李艺雯、王欣怡、马梓淞、刘畅、曾淇、王千一、高桐、黎楚楚、张俊英子、黄思涵、白学思 研究生:潘之琳、种丹妮、啜妮 进修班:徐恺咛 |
| 2013级 | 1班:徐好、王艺麟、张芸鹭、刘源、李昕哲、李婉媚、齐航、刘佳伟(刘子衔)、陆俐伶、谢欣贝、熊欣洋、张警(张敬言)、白雪、龙雨濛、余金金、张晚意、华雯、孙晓伦、邸楚、崔丙林、钟宛霖、陈志雄(陈奕鑫)、朱润、谷易凌、张希泽(张爽)、洪源 2班:袁欣、贺开朗、吕晨、朱哲健(朱一文)、谢璐瑶、王一鸣、聂子皓、常轩语、吕鹏(吕承珏)、叶卓明、李俊瑶、王一菲、李鉴菲(李韧韧)、杜憬仪(杜孟云)、张鑫、王月明、李雪歌、文成良敬、眭缘、孟子义、牛然、吴遥、杨晰媛(杨赢)、刘海宽、高浩钧(中国澳门)、藤本喜代美(日本)、易靖杰(澳大利亚) 3班:蒋睿、王皓轩(王浩轩)、陈泓宇、张家睿、何龙龙、范凌子、徐光夫、张智坤(张鹏)、孟子荻(孟欢)、张淞、秦天宇、张思宇、白澜、张艺慧(张丽双)、郭天祺、王笑一(王军芳)、黄馨瑶、彭昱菲、何美妍(何曼睿)、李林轩(李丹)、牛明晨、杨悦、陈瑶、傅姝阳、王雁泽、孙佳雨                                                                              | 研究生:韩承羽、张凯旋、崔倓、田雨娇 高职:娜吉玛、任宏识 其他:杨廷东 |
| 2014级 | 1班:卢秋宏、冯筱童、刘迅、顾峰旭、朱梓瑜、刘昊䶮、李帆、聂闻远、王小林、卢宇浩、祁亚轩、吴宇、杨欣颖、王沛然、范梦、王顺勇、成梓宁、冯萌梦、王费澌、杜美莹、易正福、岳小涵、梁超(梁灏)、刘益兵(刘承林)、陈金敏、朱云霞、姚娆(加拿大)、张如杰(意大利) 2班:李登芮(李鲲)、于志彬、张若峰、李昌儒、樊祥鑫(樊一辰)、毕鑫海、艾力卡木·阿斯克尔(卡姆)、高椿阳、张力文、彭程、何唯佳、张垚、王彦泽、苗夕伦、程硕男、伍宇辰柠、蔡沐锦、李思琪、李滨竹、李梦雨、王韵雅、罗瑞华(徐紫茵)、陈雨锶、辛瑞琪、陈雅静、石文钰、张艾莉(澳大利亚)、天歌、刘瑜(加拿大) | 研究生:曹博、益才、闫鑫茹 高职:黄圣池、花潼(花钰杰) |
| 2015级 | 1班(电影方向):李洪涛、吴幸键、刘瀚阳、李植文、陈志腾、曾柯琅、张永源、丁可杰、潘骏、谢春懿、李明德、胡竣祺、麦帝娜·牙力坤、邓雯艳、朱夏瑶、李芸、左名娜、常曦元、马月、岳鑫、马紫薇、赵艺、王子璇、张天颖、许震、曹泽豪、汤笛、安娜·珊珊·克劳特(德国)、王迪(瑞典)、杨浩雍(加拿大) 2班(戏剧方向):苗雨峤、赵泽栋、康敬粮、薛晓春、赵正添、赵倬霆(赵彪)、彭小轩、王皓(王坦)、赫天杰、许淇杰、隋源(隋君卓玛)、沈楠、胡少怡、黄家婧、夏娃、石纯子、孙颖、张樟(张艺馨)、刁秋语、洪杉杉 | 研究生:曲艺、唐羽翰 |
| 2016级 | 1班(电影方向):关晓彤、郭俊辰、盛蕙子、张艺嬴、黄婧仪、任雨萌、吴曼思、于昕仡、魏子涵、龚婉怡、柯俊伊、赵星卉(赵怡婷)、周鹏、邓慧君、邓力源、李博洋、李昕瞳、王馨悦、徐梓钧、张鑫名、朱净桐(朱婷)、蓝曼予(蓝晓妤)、孙思伟、徐祯、司文楷、李耕耘(李命镪)、缪馥蔓、王子璇 2班(戏剧方向):关畅、郎英博、黄帅、刘怡潼、陈星宇、陈博豪、周也、丁博、李垚垚、刘峰、杨诗倩、美克丽亚·麦吉丁、吕晓萌、宋子鸣、喻卓君、张冉、周庆杰、李健壹、王子奇、洪佳宁(肄业) | 国际班(外籍留学生):张耶(乌克兰)、郭金柏丽(美)、邹致远(美)、郝佳(美)、郭金柏惠(美)、李雨馨(美)、陆敏雪(加)、王丹尼(美)、诺敏(蒙古)、黄中圆(美)、安娜(乌克兰)、王婳婳(加)、詹上仪(美)、林宜龙(印尼)、法丽达·辛加图林娜(俄罗斯)、李源冰(加)、李源晴(加)、郑如希(澳)、朱亮(马来西亚)、田名佳(加拿大)、孙棣文(美)、孙敏硕(韩)、谢继宏、高蕊、李沅娣 研究生:姜珮瑶、孙兰秀梅、蒋龙、李钟天一 高职:朱镜旭 动画学院:徐若晗 |
| 2017级 | 1班(电影方向):郭子凡、张玉龙、刘毅然、孙士林、章煜奇、陈泽轩、王宸语(王轩)、王仲伟、苏晓彤、杨潇然、罗奕、张筱苒、李紫辰(张彤)、王昭润、邱天、艾福鲁斯·艾尔肯、杨慧娴、木克热木·开赛尔、梁咏妮、刘佳逸、张婧仪、陈冠宏、王守阳、李希萌、郭俊辰 2班(电影方向):欧阳卫熹、纪鑫博、庞琳炫、冀家辉、单宇超、葛凡之(葛全埜)、杨淳皓、杭一帆、宋帅、翟向阳、沈思惟、陈静、李嘉慧、徐婉婷、黎昊杰、张家硕(田夏)、张艺、刘津言、王冰、王若溪、帕丽扎提·艾克拜尔、顾婉靖、李佳臻、杨祺如、刘梦 3班(戏剧方向):王俊凱、田煜玮、陈冠宇、朱良奇、李政武、周祖乐、曹智渊、邢凯程、郝富申、宋金昊、李岳林、曹怡雪、王佳玉、马菲、周梦圆、钱可欣、程毓涵、李亚萱、张艺雯、赵诗意、任铭铭、吕松浩、张玉龙、王子奇、张续振、李珏轩 | 国际班(外籍留学生):曹家凡(英)、唐元盛(加)、徐小舒(加)、李维拉(俄罗斯)、李安娜(奥地利)、张元坤(法)、邵天(美)、叶玉琳(美)、刘宇轩(瑞典)、黄世林(加)、陈矜霏(新西兰)、李凯馨（新加坡） 研究生:谢欣贝、王艺麟、王月明 高职:陈永胜、周晓凡(飞凡) |
| 2018級 | 1班(影视方向):吳磊、宋祖儿(孙凡清)、郝汉、崔一梁、仇赫、陈吉意、蔡煜邦、张恒、秦牛正威、刘凌而(刘安琪)、林博洋、李雨馨、李俊翰、胡宝森、吴颖涵、吴思雨、吴明晶、王思懿、王嘉敏、唐晓宣、唐嘉隆、钟丽丽、甄铭珊、张冕宸、祝子杰、于颖、杨肸子、闫心澄、向婧怡、莊達菲、白钰、孟晴、库都斯江·艾尼娃尔、潘玉、郑钧祥 2班(戏剧方向):张瑞、殷逸、夏雨田、王颢润、齐迪、朱雅婷、刘芯彤、刘佳乐、林奕含、李昂、江安菁、马雯祺、刘洋洋、贾浩渊、胡宾格、郭家辉、房敬尧、程子昕、程泓鑫、刘洋、邱士杰(邱赫南) | 国际班:陶妍熹(美)、金格格(美)、程美华(美)、陈林昊(意)、李嘉华(美)、陈安迪(加)、刘辰璐(加)、程加慧(加)、李知炫(韩)、高天妮(澳)、 研究生:王顺勇、徐紫茵、王珞丹 |
| 2019级 | 实验班:陳飛宇、冯祥琨、韩姣、邵羽柒(吉祥)、蒋明希、陆禹含、马珺珂、那馨、沈羽洁、田广宇、王浩宇、谢甜甜、徐子琁、张洪鸣、张康乐、张添尧、张子健、张紫颖、曾骏(美国)、冈村佳美(日本)、武志强、杜昊东、夏澜桠 1班(影视班):高茂桐、吕思瞳、王弈谦、秦朗、潘子昕、刘祖浩、马英硕、王艺龙、卫然(卫宏伟)、宋霄瑛子、吴佳欣、李芯一(李子一)、吴施乐(吴昀岭)、杨珺涵、唐雅婷、荆晶、郭笑天、杨滕、张贤静、倪婧婧、姚星灏(姚志鹏)、黄俊捷、庄达菲、狄梦婕、雅各布(意大利) 2班(戏剧班):王博、向俞星、修雨秀、戴安宁、曲梦婷、孙嘉良、邵晴、刁倩芸、王诗淇、刘珂含、黄昱子(黄泽盈)、秦朗、杨一伊(杨雁红)、韩储鸽、李淦伟、范秋言、周笑一、刘凡溪、翟一青(翟佳)、叶霖晓（叶虹）、朱旌豪、张圆、庄可人(马来西亚)、张净琪(澳大利亚)、杨凯诺（汪洋亿）、李知炫(韩国)、傅源易(德国)、刘玮义、戴子翔                                                                       | 其他:赵泽栋、刘瀚阳、王瑞醇、木兰(贝宁)、章彩虹、王一轩、段承憧、陈佳捷、李丽、林瑞琪、白川悦 |
| 2020级 | 实验班:夏梦 (演員)(马梅芷)、張子楓、焉栩嘉、周奇、牛惠莹、潘珺雅、宋如茵、孙艳、何子怡、李乐圆、沈星彤、王梓莼、杜柠汐、姬九腾、马嘉铭、曾宇杰、程冠瑄(程文杰)、田梓彤、陈宇豪、李要、刘浩岚、许卓伦(徐文杰)、杨睿铮 1班(影视班):陈敬霖、刘世琳、温雅丽、尹蕊、王思洁、徐文静、赵彦波、韩展麒、朱秋歌、栾一诺、化世豪、黎鸿源、李梓鑫、孟昭远、阿依巴努·图尔贡、高雨彤、刘家祎(刘奇)、张哲旭、薛元清(薛博阳)、李卿(李子豪)、曹晓玲 2班(戏剧班):高玥怡、刘思源、何坤、王嘉欣、邢赫楚、李婉、刘颖仪、李宁远、薄凯阳、陈晓澄、蔺依含、孙傲、谭雅月、吕添尧、李月阳(英国)、王安琦(加拿大)、毛重雅、王奕锦、涂骏鹏、迟涵文、苏鹏丞（肄业） 3班(表导班):程苏秦、魏子佩、刘诗琪、陈嘉欣、刘哲宇、张诗雨、潘泓洁、张家诚、张泽威、金楷伦、李宗璠、杭子尧(杭孝迪)、张蕴杰、牛凡、石希月、张凯莹、赵文鑫、尚思丞、张乐然、赵晨冬                                    | 研究生:张冉、赵怡婷 高职:东宇 |
| 2021级 | 实验班:李林谦、徐源、丁程鑫、朱星宇、王睿雨、赵哲霆(赵梓淳)、郑旭航、李桐羽、陶奕玮、依博、孙宁、王云龙、于航、马伊敬、陈怡君、王文淇、刘思佳、王唯一、刘爽、陆文欣、林芊、陈奕君、郭虹、王会艺、牛思涵、张陶天、王奕艨、白翊汝、应世鸣、王若婷、玛丽娅(德国)、杨翊昕(新西兰) 1班(影视班):庄源、郭佳乐、肖骁、于志成、王崇力、王一菲（王菲）、侯述桢、陈嘉仪、柯睿娜、王子璇、许卉莎、陈彦冰、闫蔚、陈虹妃、陈博、艾丽菲·阿不都卡哈尔、杜朴谊、左一君、刘梦芮、王奕飞、刘小煦、茜玲娜依·阿吾提江、邱雨鑫、朱棨檀、许文璐、路童(瑞典)、刘薇薇(加拿大)、王九礼（王天冉）(美国)、李颜廷、李玥 2班(戏剧班):邹怀浩、陈思浩、陈郁菲、孙笳峻、崔艺萌、李子涵、刘家睿、马丽亚、饶嘉迪、刘思含、宋居城、邵靖文、王一鸣、王心雨、谢曜声、杨牧歌、张宇豪、赵欣晨、赵育苇、周觜朝、祖丽菲热·阿不都热合曼、祖丽米热·阿不都热合曼、杨梓瑶(荷兰)、高赫阳、祝雪妍、李星瑶 | 研究生:欧阳卫熹、邢凯程、张玉龙 |
| 2022级 | 实验班:边程、马启越、严浩翔、姜来、石欣桐、安思逾、董杺颐、李梓萌、沈佳钰、肖语涵、吴甜甜、张晓雯、张芷晴、郑雨轩、蔡冰清、郭诗婕、程祎婷、姜斯琪、刘美辰、马鹤菲、倪安琪、孙毓舒、肖沅希(肖琬婷)、张韵加、张祎格、晏远玮、乔安、韦源玮、赵彦博、陈凯伦、黄天崎、汪志翔、何洛洛(徐一宁)、栗世耀、王奕轩、王翊霖、杨昀昊、王沅洲(王一博)、龙钇辰、罗宇轩、贺美琦、欧阳娣娣(中国台湾)、郭佳宝(美国)、雪洁(保加利亚)、张峻溢 1班(影视班):陈新文、郭亦心、何牧谣、李阔、李文琦、刘扬、龙至立、平湖春晓、饶晨、徐正源、周洋、张艾佳、艾靖翔、胡家伟、金泓轩、乔琳凯、唐鉦杰、王镇琳、熊谦益、朱笑言、成明(英国)、娜仁吉日嘎拉(蒙古国)、岳骁恪(岳家璇) | 音乐剧表演特色班(首届):段宇茗、胡司函、李卓乐、刘金洁、彭可天、彭玥菡、宋之馨、王敏倩、王子涵、翁心、许桄瑞、杨心钰、蔡国傲、程昊、何梓豪、洪笛皓、兰昊桦、谯丹、秦敬轩、王梓屹、徐伟铭、张思涵、朱衍丞(朱轩震) 研究生:马雯祺、蔡煜邦 |
| 2023级 | 1班:卞伟名、崔缤文、杜雪薇、范超宇、方之郅、冯碧源、胡政宏、李坤怡、李欣怡、李洋洋、刘矜延、刘正凡、栾熙、牛子歌、任薪竹、王会雯、王珂菲、杨佳润、易子茗、詹雯祺、张皓臣、郑好、周乔熙、刘一达、曹阳明珠、黄泰正(韩国)、张峻溢 2班:蔡欣烨、陈嘉怡、邓雅馨、杜昱潼、冯楠童、韩佳窈、康译元、李炳辉、李嘉楠、李亚盟、李娅萱、李梓萌、申兆洋、粟深龙、谭蕊妮、王新辰、吴翘伊、吴易霏、徐嘉忆、徐仰聆、姚宇航、尹文萱、尹一男、张净硕、赵绍焜、尹浩宇(泰國)、冯杨 3班:柴蔚、安琪儿、于海峰、吴昊柘、王子杨、王琳、包洪瑜、段姝涵、范天乐、江珈沐、林雨欣、刘宸希、刘赫、曲芷含、沈昕仪、许茗淏、余尚轩、李汝、吴家杰、吴怡佳、陈常媛、李俊杰、翟雅慧、郝英凯、张家乐、石俊豪、周心妍(加拿大) | 研究生:张添尧、谢甜甜、李淦伟、吴佳欣 高职:文艺宏、王楷翔 |
| 2024级 | 孟千傲、朱子墨、徐晟津、贾展鹏、吕铭钊、李威柯、周炫、韩希泉、滕明航、谢佳凝、杨颖欣、谢盈雪、王天心、文思茜、胡艺宸、王嘉昌、时瑀彤、刘郑阳、肖煜埘、周博、朱浩瑀、刘玥、黄海格、胡美玲、杨帆、刘诺然、赵国宇、金依滢、赵佩萱、郝怡霖、刘生友、任娄怡、袁藤、周子荷、彭迦浚、裴佳颖、袁浩瑜、郝澜音、张曦文、陈永林、钱贤润、徐嘉乐、吴锦涛、季广勋、聂笑嫣、胡语溪、彭歌、李卓远、李梦瑶、何明泽、罗舒怀、王梓、马诗雯婷、杨郑萧悦、杜熠晨丰、郑天啸、刘健伟、郑博彰、马柏全、任祖明、王征瀚、洪瑞、王宝萱、马在飞、鞠周汕、姚俊安、袁梓毓、张祎 | 研究生:化世豪、薄凯阳、陈宇豪、程文杰、孙艳、魏子佩 高职:赵蕴卓、周博宇 |

## 出国留学培训基地國際班2+2
| 年级   | 表演专业       | 其他 |
| 2024级 | 劉耀文、鄧恩熙 |      |